# Přílipka misková
Přílipka misková (Patella vulgata) je druh mořského plže s kónickou schránkou a žábrami, který se vyskytuje v litorálních zónách západoevropského oceánského pobřeží od Skandinávie po Portugalsko. Přílipka tráví čas přichycená na balvanech, skalách a lidských stavbách jako jsou mola, kde se krmí malými částečky mořských řas. Tělo tvoří mohutná a silná noha s dlouhou radulou, ve které se nachází kolem 1920 zubů. Tyto zuby představují nejpevnější známý biologický materiál, který dokáže odolat tlaku kolem 4,9 GPa. Přílipky bývají konzumovány lidmi.

## Popis
Přílipka má schránku kónického tvaru o přibližných rozměrech 6 cm na délku, 5 cm do šířky a 3 cm na výšku. Schránka je elipsovitá až kruhová s výrazným hřebínkováním směrem od středu k okrajům. Hřebínkování bývá poměrně vysoké a přečnívá okraje schránky. Méně výrazné, avšak stále snadno rozpoznatelné jsou růstové linie. Barva schránky je zvnějšku šedobíle popelavá až žlutavá, zevnitř je šedá s nazelenavým nádechem. Na rozdíl od drsného svrchního povrchu je vnitřní strana schránky jemně hladká. Celou spodní stranu těla tvoří mohutná noha, která je nažloutlá, někdy matně oranžová s hnědě šedým nebo nazelenavým nádechem.
Radula je delší než samotná schránka. Obsahuje kolem 1920 zubů ve 160 řadách po 12 zubech. Tyto zuby představují nejpevnější známý biologický materiál, který je dokonce mnohem pevnější než pavučina. Pevnost zubů se vyrovná i těm nejpevnějším typům uhlíkových vláken. Při vědeckých pokusech, kdy byly zuby vystaveny extrémním tlaku skrze mikroskop atomárních sil, byly naměřeny hodnoty odolnosti tlaku v průměru 4,9 Gpa. Pevnost zubů zajišťuje goethit, který přílipky neustále produkují. Silné zuby spolu se silnou nohou umožňují přílipkám zůstat „přilepené“ na balvanech, jelikož odpadnutí by mohlo mít katastrofické následky.

## Biologie
Přílipky žijí přichycené na kamenech v přílivových oblastech. V době odlivu zůstávají nehybné a pevně přichycené, aby se tak chránily proti vysušení i proti predátorům. V době přílivu se pomalu pohybují po kameni, kde se pasou na mikroskopických částech mořských řas. Po těchto výpravách za potravou zůstávají na kamenech patrné trasy. Mohou se vzdálit až metr od místa příchytu, na konci dne se však vždy vrátí na to samé místo, odkud se vyplazily. Díky tomu, že se přílipky vždy vracejí do té samé mělké výdutě, se kamenná plocha časem obrousí podle tvaru schránky přílipky, čímž vzniká ještě těsnější přílep, takže se snižuje riziko dehydratace nebo odlepu dotěrnými predátory.
Doba rozmnožování je patrně nastartována silnými větry a rozbouřeným mořem. Samice vypustí svá vajíčka a samci své spermie do moře, kde jsou vajíčka oplodněny. Čerstvě narozené přílipky se volně pohybují v oceánu v podobě planktonu. Během této doby se mohou rozptýlit i desítky kilometrů daleko od svých rodičů. Kolem věku 2 týdnů, kdy jejich schránka dosahuje velikosti kolem 0,2 mm, si mladé přílipky najdou svá místa příchytu. Kolem 9 měsíců pohlavně dospívají jako samci, načež u části populace dochází ke změně pohlaví na samice. Mohou se dožít až 20 let.

## Lidská konzumace
Přílipky byly a stále jsou konzumovány lidmi. Jsou sbírány pomocí nože, který se vetne mezi přílipku a skálu a plž se tak od ní relativně snadno odloupne. Nicméně pokud se sběratel nejdříve dotkne schránky nebo na ní poklepe, přílipka člověka zbystří a stáhne se těsně k balvanu, a je pak velmi těžké ji odlepit, takže se doporučuje se spíše poohlídnout po další přílipce. Po odlepení se tělo přílipky vyloupne nožem. Maso nasbíraných plžů lze zamrazit pro pozdější konzumaci, při potřebě tužšího masa se doporučuje přílipky před zmrazením nasolit. Přílipky se upravují vařením nebo opékáním v troubě. Z namletého masa lze udělat placičky a celé přílipky lze použít při přípravě polévek. Plže lze konzumovat i syrové.
Přílipky byly vyhledávaným zdrojem bílkovin v Irsku v době Velkého hladu (1845–1850). Existuje dokonce irské přísloví, které praví:
| „                | Mušle jsou potravou králů, přílipky jsou potravou rolníků. | “ |
| — Irské přísloví |                                                            |   |

## Rozšíření a výskyt
Vyskytují se v litorálních zónách západní Evropy od přímořských oblastí kolem polárního kruhu Skandinávie po Portugalsko a Středozemní moře. Časté jsou kolem Britských ostrovů. Místy jsou velmi hojné.

## Galerie

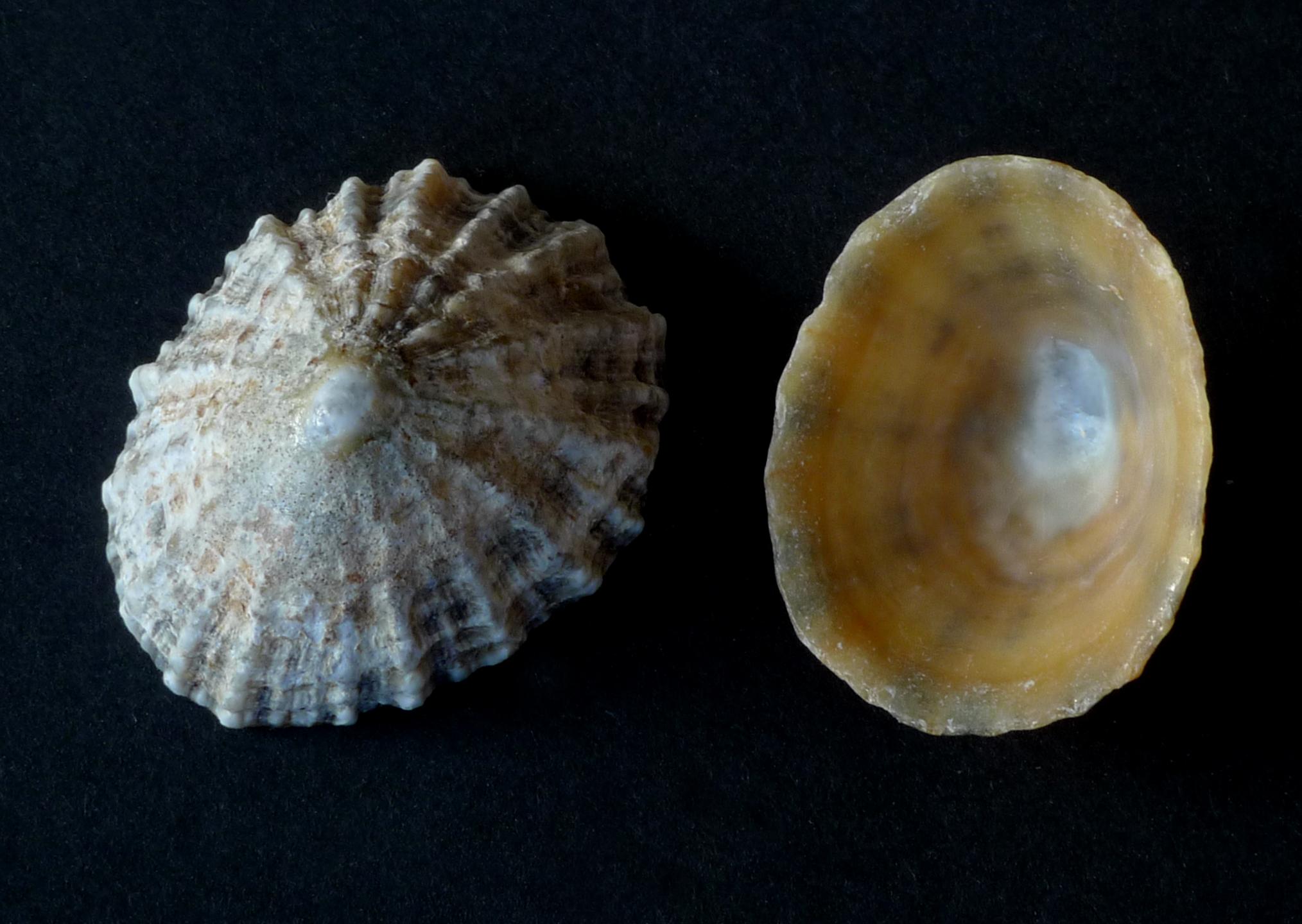
Schránky z britského Walesu
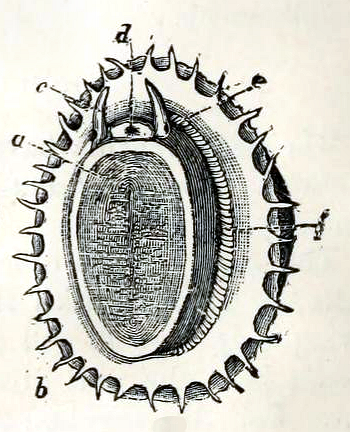
Kresba měkkého těla: a) noha b) třásnitý plášť c) chapadla d) ústa e) oči f) žábra
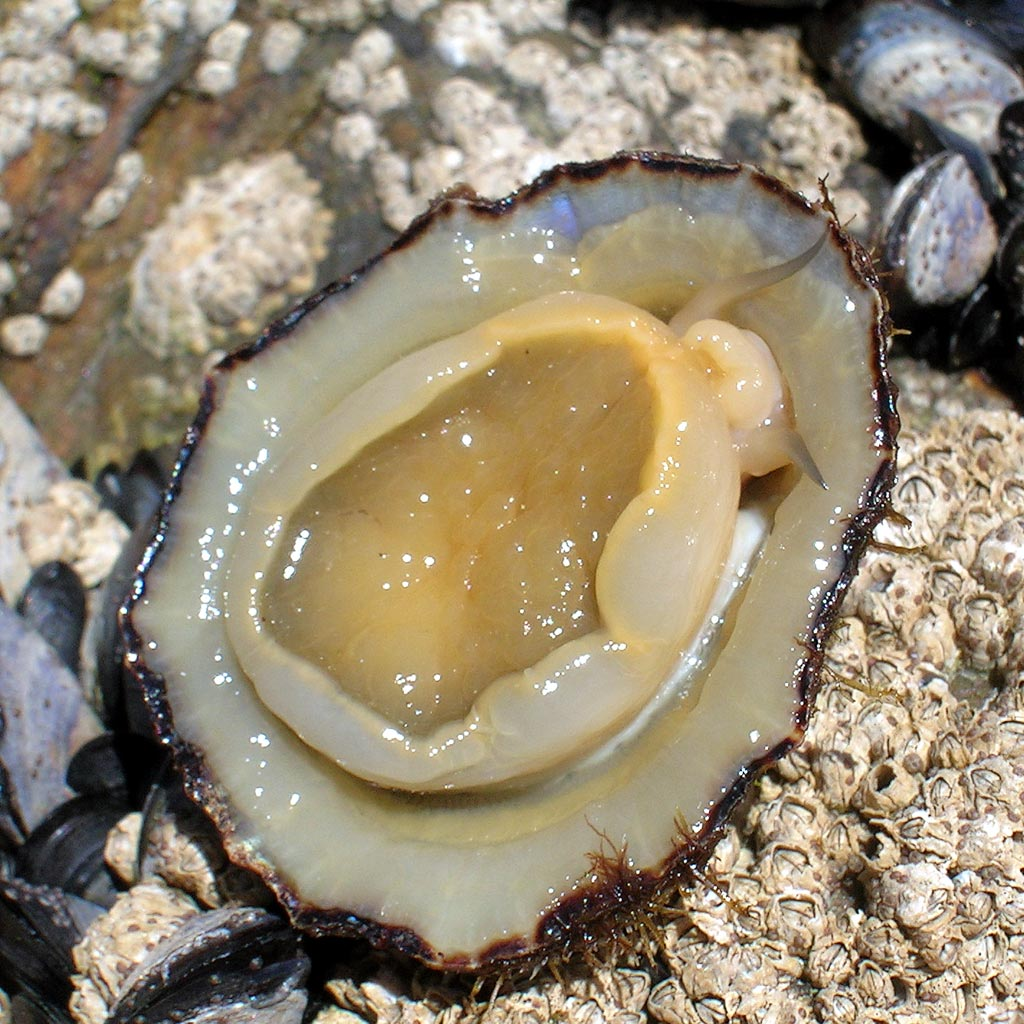
Měkké tělo přílipky
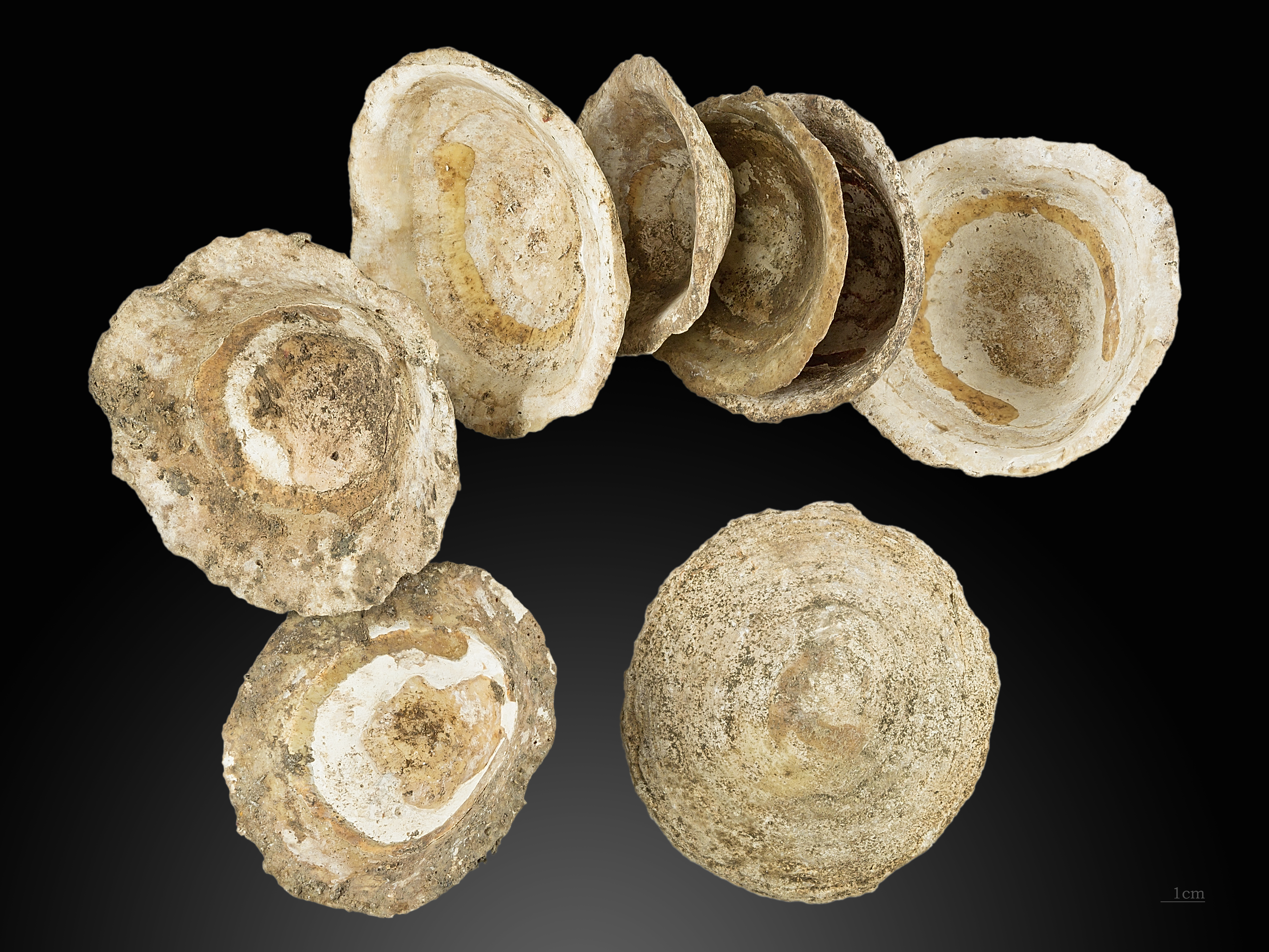
Schránky zkonzumovaných přílipek nalezené ve španělské jeskyni Altamira z období 15 000 př. n. l. (magdalénienská kultura)
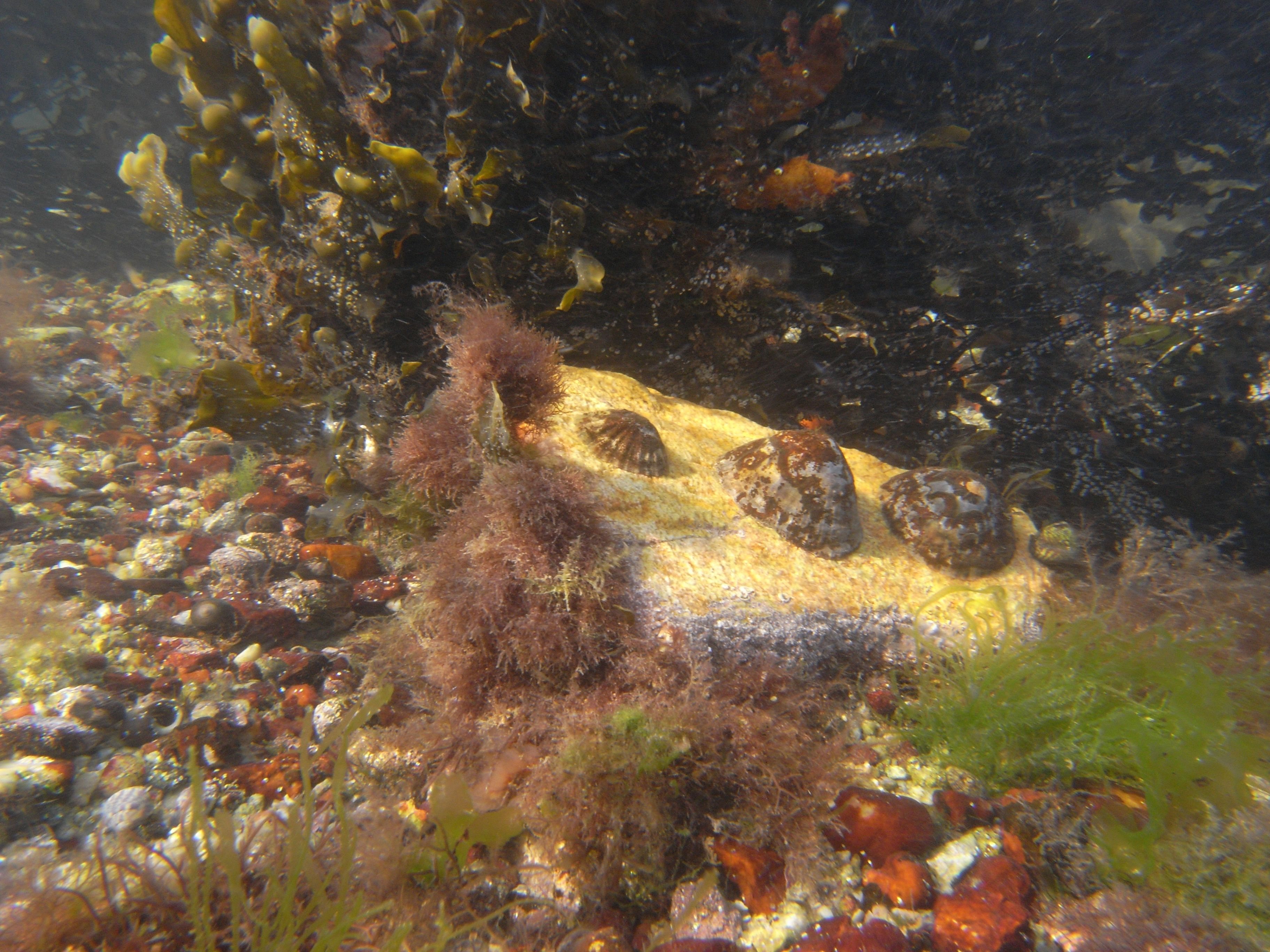
Přílipky miskové v přirozeném prostředí pod vodou
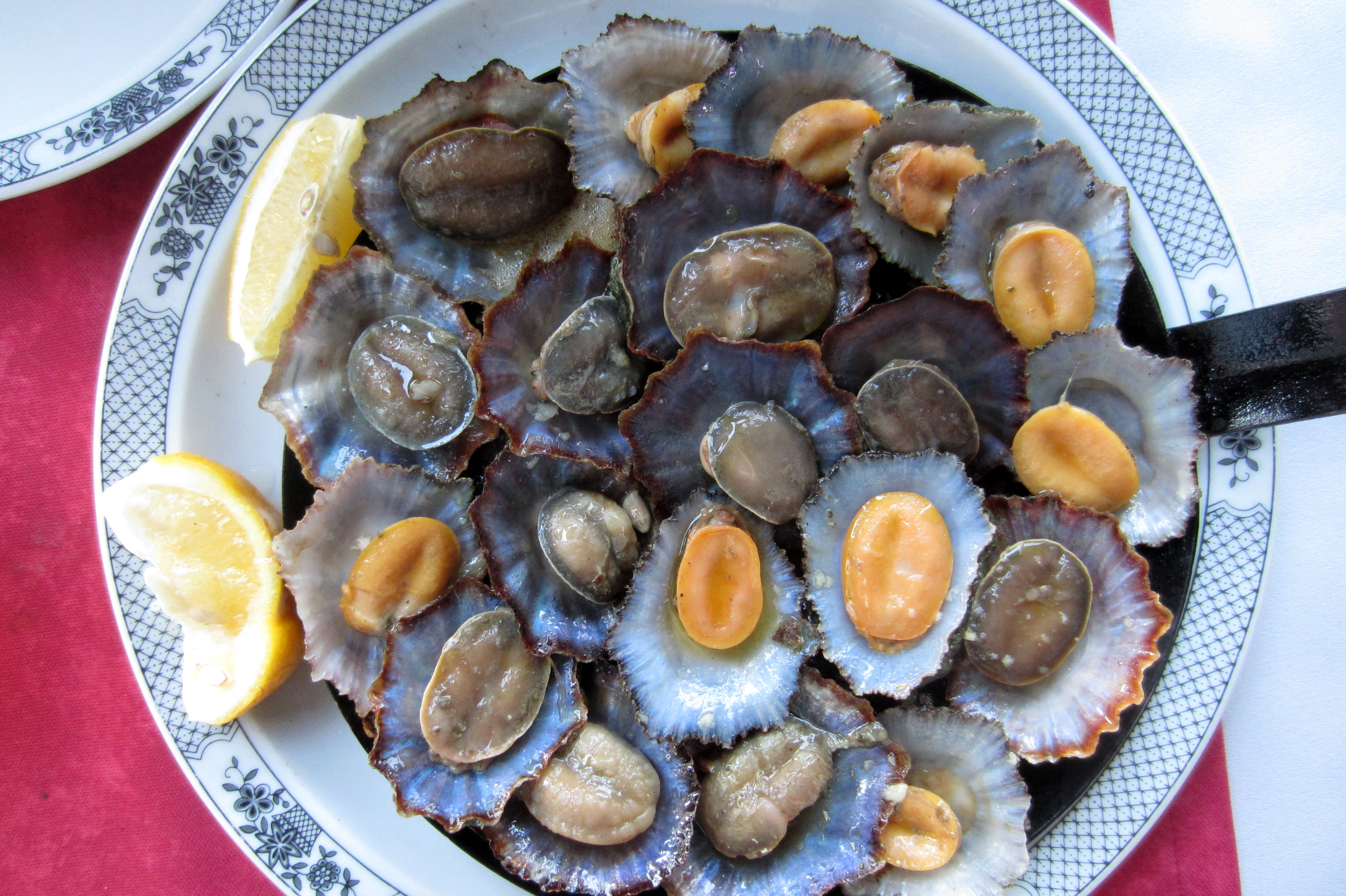
Tradiční pokrm „lapas“ z Madeiry